# Java Media Framework
Java Media Framework (англ. Каркас мультимедийных Java приложений) — библиотека, облегчающая разработку программ, работающих с аудио и видео.
Во второй версии библиотеки была добавлена поддержка кодирования и декодирования MP3, но позже в 2000 году она была исключена из поставки. В 2004 году было опубликовано дополнение для воспроизведения MP3 данных. Скомпилированные файлы доступны под различными лицензиями, а код под SCSL.
Текущая версия поставляется с набором JAR файлов и сценариев для запуска приложений использующих JMF:
- JMStudio[3] — простой плеер с графическим интерфейсом
- JMFRegistry[4] — графическая утилита для работы с реестром, конфигурирующим различные настройки, дополнения и пр.
- JMFCustomizer — программа для создания минималистичных проставок JMF с необходимыми классами, используемыми в приложении, благодаря которой разработчики могут уменьшить размер конечного приложения
- JMFInit

## Основные принципы
Библиотека абстрагирует работу с мультимедиа посредством DataSource для импорта и DataSink для экспорта мультимедийных данных. Данный подход позволяет разработчикам одинаково работать со всеми форматами данных, поддерживаемых JMF.
Класс Manager предоставляет статические методы, наиболее часто используемые для работы с библиотекой.

## Критика и альтернативы
Одним из основным недостатков библиотеки можно назвать отсутствие поддержки многих современных форматов. Например, на всех платформах Java невозможно воспроизведение MPEG-2, MPEG-4, Windows Media, RealMedia, большинства видео QuickTime, данных Flash версий больше 2-й, а для воспроизведения MP3 требуется дополнение. А большинство дополнений улучшающих быстродействие доступны только для Linux, Solaris и Windows.

### Альтернативы
| Название                        | Описание                                                  | Состояние                         | Лицензия       | Сайт                                                  |
| ------------------------------- | --------------------------------------------------------- | --------------------------------- | -------------- | ----------------------------------------------------- |
| Freedom for Media in Java (FMJ) | реализация JMF с открытым исходным кодом                  | не обновлялся с 2007 года         | -              |                                                       |
| Java Sound API                  | -                                                         | вышла в апреле 2004               | -              |                                                       |
| QuickTime for Java (en)         | разрабатывалась Apple                                     | не разрабатывается                | -              | -                                                     |
| IBM Toolkit for MPEG-4          | -                                                         | -                                 | -              |                                                       |
| Jffmpeg                         | Частичный порт FFMPEG на Java для использования с JMF     | не обновлялся с 2006 года         | -              |                                                       |
| jvlc                            | -                                                         | не разрабатывается                | -              |                                                       |
| vlcj                            | Позволяет встраивать плеер VLC в AWT или Swing приложение | активное                          | -              |                                                       |
| gstreamer-java                  | библиотека для использования gstreamer 0.10 в Java        | почти не развивается              | -              |                                                       |
| Cortado                         | Ogg Vorbis и Theora Java applet плеер                     | -                                 | -              |                                                       |
| Directshow <> Java Wrapper      | -                                                         | -                                 | -              |                                                       |
| Fobs4JMF                        | -                                                         | не разрабатывается                | -              |                                                       |
| JLayer MP3 library              | -                                                         | -                                 | -              | Архивная копия от 12 сентября 2008 на Wayback Machine |
| Xuggler                         | -                                                         | не разрабатывается                | GPLv3 или LGPL |                                                       |
| Video4Linux4Java                | библиотека для доступа к v4l и v4l2                       | не обновлялся с августа 2013 года | GPLv3          |                                                       |

## Пример
Данная программа отображает AWT диалог открытия файла и пытается проиграть выбранный файл.
```
import
 
javax.media.*
;

import
 
java.io.File
;

import
 
java.awt.*
;

public
 
class
 
TrivialJMFPlayer
 
extends
 
Frame
 
{

    
public
 
static
 
void
 
main
 
(
String
[]
 
args
)
 
{

        
try
 
{

            
Frame
 
f
 
=
 
new
 
TrivialJMFPlayer
();

            
f
.
pack
();

            
f
.
setVisible
 
(
true
);

        
}
 
catch
 
(
Exception
 
e
)
 
{

            
e
.
printStackTrace
();

        
}

    
}

    
public
 
TrivialJMFPlayer
()
 

        
throws
 
java
.
io
.
IOException
,

               
java
.
net
.
MalformedURLException
,

               
javax
.
media
.
MediaException
 
{

        
FileDialog
 
fd
 
=
 
new
 
FileDialog
(
this
,
 
"TrivialJMFPlayer"
,
 
FileDialog
.
LOAD
);

        
fd
.
setVisible
(
true
);

        
File
 
f
 
=
 
new
 
File
(
fd
.
getDirectory
(),
 
fd
.
getFile
());

        
Player
 
p
 
=
 
Manager
.
createRealizedPlayer
(
f
.
toURI
().
toURL
());

        
Component
 
c
 
=
 
p
.
getVisualComponent
();

        
add
(
c
);
/*this code dosn't work =P*/

        
p
.
start
();

    
}

}

```

Большая часть текста программы предназначена для работы с AWT, в то время как только 2 строчки используют JMF.
- Manager.createRealizedPlayer() неявно создаёт DataSource из полученного URL файла, с которым в дальнейшем работает объект Player.
- Метод getVisualComponent() создаёт Component, который может в дальнейшем использоваться как часть графического интерфейса. Если требуются элементы управления воспроизведением, то необходимо дополнительно вызвать метод getControlPanelComponent(), который создаст объект, который можно также добавить в интерфейс программы.

Данный пример одинаково подходит для всех типов мультимедиа, поддерживаемых библиотекой JMF.